# WAKU WAKU 桃コール
『WAKU WAKU 桃コール』（ワクワクももコール）は、1990年3月2日から1992年3月27日までMBSラジオで放送されていたラジオ番組。
NTTの一社提供番組。

## 概要
菊池桃子にとって、大阪発では初めてとなるレギュラー番組。菊池のトークとリスナーからのお便りで構成。選曲も全て菊池自身が担当、自宅から持って来た曲をかけたことも多かった。
第一回目の放送では、西村知美がニュージーランドから電話出演した。
1990年8月には、同じMBSラジオの番組『Radio THIS』との合同イベントが行われた。
前番組『アイドル・テルテルランド』に続き、菊池自身の近況報告・最新情報などが聞ける本番組独自のテレホンサービスが行われていた。
ノベルティには菊池自身がデザインしたテレホンカードが用意された。

## 出演者
- 菊池桃子

## 主なコーナー・企画
桃子侍
- タイトルは『桃太郎侍』のもじり。世の中の納得いかないことを紹介し、コメントを付けた上で「バサッ」という効果音を入れて斬っていた[2]。

桃子のお友達ネットワーク
- 菊池の友人、知人が電話でゲスト出演[4]。

モノマネコンテスト
- 応募した中から選ばれたリスナーが電話で物真似を披露[5]。

フリースペースコーナー
- 菊池が色々なことに挑戦。これに挑戦して欲しいというリクエストも募集していた[3]。

ラジオ版「恋のパラダイス」
- 1990年6月22日放送。当時フジテレビ系で放送され、菊池も三女・栞役でレギュラー出演していたドラマ『恋のパラダイス』に共にレギュラー出演していた長女・津波役の浅野ゆう子、次女・萌子役の鈴木保奈美に、このドラマには出演していなかった森脇健児もゲスト出演し、この四人で同作のラジオドラマ版を演じた[5]。